# أوزوماكي (مانغا)
أوزوماكي (باليابانية: うずまき، بالروماجي: Uzumaki) وتعني الدوامة هي سلسلة مانغا يابانية من تأليف ورسم جونجي إيتو، نشرت في عام 1998 حتى عام 1999 في مجلة بيغ كوميك سبيرايتس الأسبوعية، وتكونت من 3 مجلدات، أقتبست إلى سلسلة ألعاب وإلى فيلم حي.

## القصة
تدور أحداث القصة عن فتاة في المدرسة الثانوية اسمها كيري غوشيما، وصديقها شويتشي سايتو، يعيشان في كوروزو-تشو، قرية صغيرة على الساحل الياباني. تصيب قريتهم لعنات غريبة تسمى بلعنات الشكل الحلزوني او اللولب. و الاحداث الغريبة التي تحصل لهذه القرية و سكانها بسبب اللولب.

## وصلات خارجية
- أوزوماكي على موقع ANN manga (الإنجليزية)